# 羅馬什基 (米羅諾夫卡區)
49°54′33″N 31°16′34″E / 49.90917°N 31.27611°E
羅馬什基（烏克蘭語：Ромашки）是位於烏克蘭北部的村莊，由基辅州奧布希夫區的勒日希夫市鎮負責管轄。該村始建於1600年，面積11平方公里，海拔高度134米，2001年人口53，人口密度每平方公里4.8人。